# C. J. Cherryh
C. J. Cherryh, pseudonimo di Carolyn Janice Cherry (Saint Louis, 1º settembre 1942), è una scrittrice statunitense di romanzi di fantascienza e fantasy.
La sua attività come scrittrice, iniziata a metà degli anni settanta, ha prodotto oltre 60 romanzi, compresi Cyteen e La lega dei mondi ribelli (Downbelow Station) appartenenti al ciclo della Lega e della Confederazione e vincitori del premio Hugo.
Il suo vero cognome è Cherry, ma le è stato cambiato dal suo primo editore. L'utilizzo delle iniziali aveva lo scopo di nascondere il fatto che fosse una donna. Infatti all'inizio della sua carriera la stragrande maggioranza degli scrittori di fantascienza era composta da uomini.

## Biografia
Cherryh è nata nel 1942 a St. Louis ed è cresciuta a Lawton in Oklahoma. Ha iniziato a scrivere all'età di 10 anni per la frustrazione derivante dalla cancellazione del suo programma televisivo preferito, Flash Gordon.
Nel 1964 si è laureata in lettere antiche all'università dell'Oklahoma (Phi Beta Kappa), specializzandosi in archeologia, mitologia e storia dell'ingegneria. Dopo l'università ha insegnato latino, lettere e storia antiche nelle scuole di Oklahoma City.
Ha iniziato a scrivere nel suo tempo libero, inizialmente con scarso successo. La svolta avviene nel 1975 quando finalmente riesce a vendere le sue prime opere. Nel 1977 le viene assegnato il Premio John Wood Campbell per il miglior nuovo scrittore e nel 1979 vince con Cassandra il Premio Hugo per il miglior racconto breve, lasciando l'insegnamento per diventare una scrittrice a tempo pieno. È stata anche candidata al Premio Nebula (1978) e al Premio Philip K. Dick (1984).
La NASA le ha dedicato l'asteroide 77185 Cherryh.

## Opere
Per ogni testo si indica la prima edizione nell'originale inglese e l'eventuale prima traduzione in Italiano. Le serie di romanzi interconnessi sono elencate cronologicamente, in base alla data di pubblicazione del primo episodio di ogni ciclo.

### Universo della Lega e della Confederazione
Ciascuna sequenza di questo macro-ciclo copre un diverso teatro delle guerre interstellari fra l'Anonima Terrestre, cioè il governo centrale del pianeta Terra, la Confederazione delle colonie terrestri ribelli, la Lega delle corporazioni mercantili umane, e altre fazioni minori; fanno parziale eccezione il ciclo di Chanur e quello di Morgaine, che si svolgono contemporaneamente al conflitto principale ma su pianeti e sistemi stellari neutrali. Alcune sequenze sono composte da romanzi concatenati che sviluppano un'unica trama, altre riuniscono romanzi autonomi che si svolgono in parallelo gli uni agli altri. 

#### Le Guerre dell'Anonima (The Company Wars)
I primi due volumi della sequenza fungono da prequel a tutti i successivi, che sono fra loro autoconclusivi. 
1. Heavy Time, Warner Books, 1991.
2. Hellburner, New English Library, 1992.
3. La Lega dei mondi oscuri (Downbelow Station), DAW Collectors 420, DAW Books, 1981. Trad. Roberta Rambelli, Slan. Il Meglio della Fantascienza 65, Libra Editrice, 1982.
4. Merchanter's Luck, DAW Collectors 488, DAW Books, 1982.
5. Rimrunners, Warner Books, 1989.
6. Tripoint, Warner Aspect, 1994.
7. Finity's End, Warner Aspect, 1997.

Essendo l'uno la diretta continuazione dell'altro, Heavy Time e Hellburner sono stati combinati nel volume omnibus Devil to the Belt, Warner Aspect, 2000.

#### Ciclo della Lega (Unionside)
Il primo romanzo della sequenza è autoconclusivo, mentre il terzo è prosecuzione diretta del secondo.
1. I 40.000 di Gehenna (Forty Thousand in Gehenna), Phantasia Press, 1983. Trad. Gianluigi Zuddas, Cosmo Serie Oro. Classici della Narrativa di Fantascienza 124, Editrice Nord, 1992.
2. Cyteen (Cyteen), Warner Books, 1988. Trad. Gianluigi Zuddas, Cosmo Serie Oro. Classici della Narrativa di Fantascienza 114, Editrice Nord, 1990.
3. Regenesis, DAW Collectors 1460, DAW Books, 2009.

Si noti che nella ristampa Warner Books del 1989 Cyteen fu diviso in tre tomi intitolati The Betrayal, The Rebirth e The Vindication, ma Cherryh ha successivamente imposto il formato in volume unico.

#### Le Guerre Mri (The Mri Wars)
La trilogia è stata riunita per la prima volta nel volume omnibus The Faded Sun Trilogy, Methuen Publishing, 1987. La prima edizione italiana apparve nell'analogo omnibus I mondi del sole morente, trad. Gianluigi Zuddas, Cosmo Serie Oro. Classici della Narrativa di Fantascienza 118, Editrice Nord, 1991.
1. Kesrith (The Faded Sun: Kesrith o Kesrith), serializzato in quattro puntate in Galaxy febbraio, marzo, aprile e maggio 1978.
2. Shon'Jir (The Faded Sun: Shon'Jir o Shon'Jir), Doubleday, 1978.
3. Kutath (The Faded Sun: Kutath o Kutath), Doubleday, 1979.

#### Merovingen Nights
La sequenza ha origine da un romanzo singolo composto da Cherryh, che ne delinea l'ambientazione:
- Angel with the Sword, DAW Collectors 680, DAW Books, 1985.

Dopodiché, l'autrice ha coordinato altri scrittori e scrittrici nella stesura di sette antologie di testi brevi che espandono i contenuti del romanzo:
1. Festival Moon, DAW Collectors 704, DAW Books, 1987. Comprende sedici racconti e tre poesie.
2. Fever Season, DAW Collectors 722, DAW Books, 1987. Comprende dodici racconti e tre poesie.
3. Troubled Waters, DAW Collectors 744, DAW Books, 1988. Comprende due romanzi brevi, sette racconti e due poesie.
4. Smugglers Gold, DAW Collectors 759, DAW Books, 1988. Comprende un romanzo breve, otto racconti e sei poesie.
5. Divine Right, DAW Collectors 795, DAW Books, 1989. Comprende un romanzo breve e ventidue racconti.
6. Flood Tide, DAW Collectors 833, DAW Books, 1990. Comprende un romanzo breve e sedici racconti.
7. Endgame, DAW Collectors 857, DAW Books, 1991. Comprende ventuno racconti.

#### L'Era dell'Esplorazione (The Age of Exploration)
I tre romanzi della sequenza sono autonomi l'uno dall'altro.
1. Port Eternity, DAW Collectors 500, DAW Books, 1982.
2. Voyager in Night, DAW Collectors 573, DAW Books, 1984.
3. Stirpe di alieno (Cuckoo's Egg), Phantasia Press, 1985. Trad. Delio Zinoni, Urania 1044, Arnoldo Mondadori Editore, 15 Marzo 1987.

#### La Ribellione Hanan (The Hanan Rebellion)
La dilogia è stata riunita nel volume omnibus At the Edge of Space, DAW Collectors 1269, DAW Books, 2009.
1. Brothers of Earth, DAW Collectors 212, DAW Books[2], 1976.
2. I signori delle stelle (Hunter of Worlds), DAW Collectors 252, DAW Books[2], 1977. Trad. Mario Manzari e Gabriele Tamburini, Cosmo. Collana di Fantascienza 81, Editrice Nord, 1978.

#### L'Era della Riconciliazione (The Era of Rapprochement)
I tre romanzi della sequenza sono autonomi l'uno dall'altro.
1. La costellazione del serpente (Serpent's Reach), DAW Collectors 396, DAW Books[2], 1980. Trad. Paola Gimignano, Il Libro d'Oro 62, Fanucci Editore, 1992.
2. Il popolo ombra (Wave Without a Shore), DAW Collectors 444, DAW Books, 1981. Trad. Stefano Negrini, Galaxis 1, Editrice Scorpio, 1986.
3. The Scapegoat, nell'antologia Alien Stars, a cura di Elizabeth Mitchell, Baen Books, 1985.

#### The Hinder Stars
Serie in corso di stesura composta in collaborazione con Jane S. Fancher.
1. Alliance Rising, DAW Collectors 1811, DAW Books, 2019.
2. Alliance Unbound, in stesura, prima edizione DAW Books prevista per il 2024[3].

#### Ciclo di Chanur
Il primo e il quinto romanzo sono autoconclusivi, i tre volumi centrali compongono una vicenda unitaria.
1. L'orgoglio di Chanur (The Pride of Chanur), DAW Collectors 464, DAW Books, 1981. Trad. Sandro Sandrelli e Giampaolo Cossato, Cosmo. Collana di Fantascienza 157, Editrice Nord, 1981.
2. La sfida di Chanur (Chanur's Venture), Phantasia Press, 1984. Trad. Gianluigi Zuddas, Cosmo. Collana di Fantascienza 236, Editrice Nord, 1993.
3. La vendetta di Chanur (The Kif Strike Back), Phantasia Press, 1985. Trad. Gianluigi Zuddas, Cosmo. Collana di Fantascienza 245, Editrice Nord, 1994.
4. Il ritorno di Chanur (Chanur's Homecoming), Phantasia Press, 1986. Trad. Gianluigi Zuddas, Cosmo. Collana di Fantascienza 252, Editrice Nord, 1994.
5. L'eredità di Chanur (Chanur's Legacy), DAW Collectors 886, DAW Books, 1992. Trad. Gianluigi Zuddas, Cosmo. Collana di Fantascienza 258, Editrice Nord, 1995.

La pentalogia è stata riunita nei due omnibus The Chanur Saga (DAW Collectors 1151, DAW Books, 2000; volumi 1-2-3) e Chanur's Endgame (DAW Collectors 1405, DAW Books, 2007; volumi 4-5).

#### Ciclo di Morgaine
1. La porta di Ivrel (Gate of Ivrel), DAW Collectors 188, DAW Books, 1976. Trad. Giampaolo Cossato e Sandro Sandrelli, Fantacollana 22, Editrice Nord, 1978.
2. Il pozzo di Shiuan (Well of Shiuan), DAW Collectors 284, DAW Books, 1978. Trad. Giampaolo Cossato e Sandro Sandrelli, Fantacollana 39, Editrice Nord, 1981.
3. I fuochi di Azeroth (Fires of Azeroth), DAW Collectors 341, DAW Books, 1979. Trad. Giampaolo Cossato e Sandro Sandrelli, Fantacollana 60, Editrice Nord, 1985.
4. Exile's Gate, DAW Collectors 731, DAW Books, 1988.

I primi tre romanzi furono riuniti nel volume omnibus The Book of Morgaine, Doubleday, 1979, equivalente alla raccolta italiana La saga di Morgaine la regina bianca, Tascabili Fantasy 5, Editrice Nord, 1991. La prima riedizione comprendente anche il quarto romanzo è stata The Complete Morgaine, DAW Collectors 1705, DAW Books, 2015. 

### Korianth
Due racconti collocati nella medesima ambientazione, mai riuniti, al 2023, in una raccolta dedicata:
1. "Un ladro a Korianth" ("A Thief in Korianth"), nell'antologia Flashing Swords! 5: Demons and Daggers, a cura di Lin Carer, Science Fiction Book Club, Doubleday, 1981. Trad. Roberta Rambelli nell'antologia Fantasy, a cura di Sandro Pergameno, Grandi Opere Nord 11, Editrice Nord, 1985.
2. "A Wizard of Wiscezan", nell'antologia Swords & Dark Magic: The New Sword and Sorcery, a cura di Lou Anders e Jonathan Strahan, HarperCollins, 2010.

### Mondo dei Ladri
Cherryh ha ambientato due romanzi brevi e nove racconti nell'universo narrativo condiviso del Mondo dei Ladri (Thieves' World), creato da Lynn Abbey e Robert Asprin.
- Isciade (Ischade), nell'antologia Avventure nel mondo dei ladri (Shadows of Sanctuary), a cura di Robert Asprin, Ace Books, 1981. Traduzione di Andrea Angiolino Enciclopedia della Fantascienza 21, Fanucci Editore, 1988.
- "Downwind", nell'antologia Storm Season, a cura di Robert Asprin, Ace Books, 1982.
- "Necromant", nell'antologia The Face of Chaos, a cura di Lynn Abbey e Robert Asprin, Ace Books, 1983.
- "Witching Hour", nell'antologia Wings of Omen, a cura di Lynn Abbey e Robert Asprin, Ace Books, 1984.
- "Armies of the Night", nell'antologia The Dead of Winter, a cura di Lynn Abbey e Robert Asprin, Ace Books, 1985.
- "Dagger in the Mind", nell'antologia Soul of the City, a cura di Lynn Abbey e Robert Asprin, Ace Books, 1986.
- "Death in the Meadow", nell'antologia Soul of the City, a cura di Lynn Abbey e Robert Asprin, Ace Books, 1986.
- "In the Still of the Night", nell'antologia Blood Ties, a cura di Lynn Abbey e Robert Asprin, Ace Books, 1986.
- The Best of Friends, nell'antologia Uneasy Alliances, a cura di Lynn Abbey e Robert Asprin, Ace Books, 1988.
- "Winds of Fortune", nell'antologia Stealers' Sky, a cura di Lynn Abbey e Robert Asprin, Ace Books, 1989.
- "Legacies", nell'antologia Thieves' World: Enemies of Fortune, a cura di Lynn Abbey, Tor Books, 2004. Composto in collaborazione con Jane S. Fancher.
- "Widowmaker", nell'antologia Thieves' World: Enemies of Fortune, a cura di Lynn Abbey, Tor Books, 2004. Composto in collaborazione con Jane S. Fancher.

### Ealdwood
1. La pietra dei sogni (The Dreamstone), DAW Collectors 521, DAW Books, 1983. Trad. anonima, nel volume doppio La pietra dei sogni / Città senza tempo, Solaris Fantascienza 7, Garden Editoriale, agosto 1987. Romanzo fix-up di due testi brevi espansi con materiale inedito:
  - "La Pietra del Sogno" ("Dreamstone"), nell'antologia Amazons!, a cura di Jessica Amanda Salmonson, DAW Books, 1979. Trad. Maria Teresa Tenore in Amazzoni ed Eroine. L'heroic fantasy al femminile, Enciclopedia della Fantascienza 17, Fanucci Editore, 1987.
  - Ealdwood, Donald M. Grant, 1981.
2. L'albero delle spade (The Tree of Swords and Jewels), DAW Collectors 540, DAW Books, 1983. Trad. Roberto Marini, Urania Fantasy 1ª serie n. 2, Arnoldo Mondadori Editore, luglio 1988.

La dilogia è stata riunita per la prima volta nel volume omnibus Arafel's Saga (Science Fiction Book Club, Doubleday, 1983); Cherryh apportò significative revisioni ai testi in occasione della riedizione intitolata Ealdwood (Victor Gollancz, 1991).

### Ithkar
Cherrhy ha contribuito con un racconto allo sviluppo dell'universo narrativo condiviso di Ithkar, creato da Andre Norton e Robert Adams.
- "To Take a Thief", nell'antologia Magic in Ithkar, a cura di Andre Norton e Robert Adams, Tor Books, 1985.

### Mondo delle Streghe
Cherryh ha ambientato un romanzo nell'universo narrativo condiviso del Mondo delle Streghe (Witch World), creato da Andre Norton.
- Stormbirds, nell'antologia Four from the Witch World, a cura di Andre Norton, Tor Books, 1989.

### Rusalka
1. Rusalka (Rusalka), Del Rey / Ballantine, 1989; revisionato per la riedizione in e-book auto-pubblicata, 2010. Trad. Alessandra D'Armini e Matteo Puggioni, Dark Fantasy 1, Fanucci Editore, 1991.
2. Chernevog (Chernevog), Del Rey / Ballantine, 1990; revisionato per la riedizione in e-book auto-pubblicata, 2012. Trad. Cristian Carlone, Dark Fantasy 6, Fanucci Editore, 1992.
3. Yvgenie, Del Rey / Ballantine, 1991; revisionato per la riedizione in e-book auto-pubblicata, 2012.

### The Sword of Knowledge
Cherryh fu la curatrice editoriale di una trilogia di romanzi composta in collaborazione fra Leslie Fish, Nancy Asire e Mercedes Lackey, ma nella prima edizione del ciclo venne impropriamente accreditata come co-autrice.
1. A Dirge for Sabis, Baen Books, 1989. Composto da Leslie Fish.
2. Wizard Spawn, Baen Books, 1989. Composto da Nancy Asire.
3. Reap the Whirlwind, Baen Books, 1989. Composto da Mercedes Lackey.

La serie è stata riunita nell'omnibus The Sword of Knowledge, Baen Books, 1995.

### Ciclo delForeigner
La serie è articolata in sette sotto-sequenze concatenate, con un'ottava in stesura. 
1. Prima trilogia
  1. Straniero in un mondo straniero (Foreigner), DAW Collectors 941, DAW Books, 1994. Trad. Antonio Bellomi, Urania 1265, Arnoldo Mondadori Editore, 3 settembre 1995.
  2. Invader, DAW Collectors 984, DAW Books, 1995.
  3. Inheritor, DAW Collectors 1018, DAW Books, 1996.
2. Seconda trilogia
  1. Precursor, DAW Collectors 1137, DAW Books, 1999.
  2. Defender, DAW Collectors 1203, DAW Books, 2001.
  3. Explorer, DAW Collectors 1238, DAW Books, 2003.
3. Terza trilogia
  1. Destroyer, DAW Collectors 1318, DAW Books, 2005.
  2. Pretender, DAW Collectors 1355, DAW Books, 2006.
  3. Deliverer, DAW Collectors 1391, DAW Books, 2007.
4. Quarta trilogia
  1. Conspirator, DAW Collectors 1474, DAW Books, 2009.
  2. Deceiver, DAW Collectors 1508, DAW Books, 2010.
  3. Betrayer, DAW Collectors 1543, DAW Books, 2011.
5. Quinta trilogia
  1. Intruder, DAW Collectors 1578, DAW Books, 2012.
  2. Protector, DAW Collectors 1619, DAW Books, 2013.
  3. Peacemaker, DAW Collectors 1648, DAW Books, 2014.
6. Sesta trilogia
  1. Tracker, DAW Collectors 1685[4], DAW Books, 2015.
  2. Visitor, DAW Collectors 1685[4], DAW Books, 2016.
  3. Convergence, DAW Collectors 1754, DAW Books, 2017.
7. Settima trilogia
  1. Emergence, DAW Collectors 1778, DAW Books, 2018.
  2. Resurgence, DAW Collectors 1842, DAW Books, 2020.
  3. Divergence, DAW Collectors 1861, DAW Books, 2020.
8. Ottava trilogia:
  1. Defiance, in stesura, prima edizione DAW Books prevista per il 2023[5].

### Fortress
1. Fortress in the Eye of Time, Harper Collins, 1995.
2. Fortress of Eagles, Harper Collins, 1998.
3. Fortress of Owls, Harper Collins, 1999.
4. Fortress of Dragons, Harper Collins, 2000.
5. Fortress of Ice, Harper Collins, 2006.

### Finisterre
1. Rider at the Gate, Warner Books, 1995.
2. Cloud's Rider, Warner Books, 1996.

### Universo DC Comics
Cherryh ha composto un romanzo afferente all'universo narrativo di Superman:
- Lois & Clark: A Superman Novel, Prima Publishing, 1996.

### Gene Wars
1. Ribelle genetico e Il pianeta del deserto[6] (Hammerfall), Harper Collins, 2001. Trad. Ferruccio Alessandri, diviso in due tomi in Urania 1425 e 1430, Arnoldo Mondadori Editore, 21 Ottobre 2001 e 2 Gennaio 2002.
2. Forge of Heaven, Harper Collins, 2004.

### Romanzi auto-conclusivi
Sono elencati sia i romanzi veri e propri (novel) sia i romanzi brevi (novella).
- Diga sul pianeta Hestia (Hestia), DAW Collectors 354, DAW Books, 1979. Trad. Beata Della Frattina, Urania 933, Arnoldo Mondadori Editore, 12 dicembre 1982.
- Companions, nell'antologia The John W. Campbell Awards, Volume 5, a cura di George R. R. Martin, Bluejay Books, 1984.
- Brothers, nella raccolta Visible Light, Phantasia Press, 1986.
- Il Paladino (The Paladin), Baen Books, 1988. Trad. Maura Arduini, Urania Fantasy 1ª serie n. 68, Arnoldo Mondadori Editore, gennaio 1994.
- The Goblin Mirror, Del Rey / Ballantine, 1992.
- Faery in Shadow, Hutchinson, 1993.

### Raccolte di racconti
- Il crepuscolo della Terra (Sunfall), DAW Collectors 433, DAW Books, 1981. Trad. anonima, Il Fantastico Economico Classico 18, Newton Compton Editori, 14 maggio 1994. Raccoglie un ciclo di sei racconti post-apocalittici con introduzione di Cherryh stessa. Una traduzione italiana parziale (priva dell'introduzione e di un racconto) era già apparsa nel volume doppio La pietra dei sogni / Città senza tempo, Solaris Fantascienza 7, Garden Editoriale, agosto 1987.
- Visible Light, Phantasia Press, 1986. Comprende i due romanzi brevi Companions e The Brothers, un racconto del ciclo di Korianth e tre racconti autoconclusivi, con introduzione di Cherryh stessa.
- Glass and Amber, NESFA Press, 1987. Comprende sette racconti e cinque saggi.
- The Collected Short Fiction of C. J. Cherryh, DAW Collectors 1283, DAW Books, 2004. Omnibus comprendente una versione espansa de Il crepuscolo della Terra (Sunfall) accresciuta di un settimo racconto, una versione commentata di Visible Light, tutti i racconti compresi in Glass and Amber, e otto testi mai antologizzati prima, fra cui il romanzo breve The Scapegoat afferente all'Universo della Lega e della Confederazione e il racconto "La Pietra del Sogno" ("Dreamstone") del ciclo di Ealdwood.

## Riconoscimenti e premi
Si elencano solo le vittorie e non anche le candidature.
- 1977 Premio John Wood Campbell per il miglior nuovo scrittore conferito dalla World Science Fiction Convention.
- 1979 Premio Hugo per il miglior racconto breve a "Cassandra" ("Cassandra").
- 1982 Premio Balrog per il miglior racconto a "Un ladro a Korianth" ("A Thief in Korianth").
- 1982 Premio Hugo per il miglior romanzo a La lega dei mondi ribelli (Downbelow Station).
- 1988 Premio Skylark alla carriera conferito dalla New England Science Fiction Association.
- 1989 Premio SF Chronicle per il miglior romanzo a Cyteen (Cyteen).
- 1989 Premio Hugo per il miglior romanzo a Cyteen (Cyteen).
- 1989 Premio Locus per il miglior romanzo di fantascienza a Cyteen (Cyteen).
- 2005 Premio Neffy al miglior autore professionista per Forge of Heaven.
- 2016 Premio Grand Master alla carriera conferito dalla Science Fiction and Fantasy Writers of America.
- 2020 Premio Prometheus al miglior romanzo di fantascienza libertario per Alliance Rising.
- 2021 Premio Robert A. Heinlein alla carriera conferito dalla Heinlein Society e dalla Baltimore Science Fiction Society.